# Comando della guardia suprema
 Il Comando della Guardia Suprema (noto come Unità 963, Ufficio della Scorta, Comando della Guardia, Ufficio della Guardia o Ufficio Generale della Guardia) è il corpo militare il cui compito è quello di proteggere la famiglia Kim al governo della Corea del Nord. Il comandante in capo è il Daejang Yun Jong-rin.

## Nome
La famiglia Kim è nota per essere superstiziosa e per questo il numero del Comando è designato in base al costrutto numerologico "9 e 6+3=9" (doppio nove), dato che il numero 9 è considerato fortunato.

## Storia
Secondo la storia ufficiale, il Comando partecipò alla guerra coreana, producendo 72 "eroi del lavoro" e 28 "eroi della Repubblica".
La prima forma del Comando venne creata nel 1946 e tra la metà degli anni settanta e gli anni novanta, era parte del Dipartimento di Sicurezza dello Stato. Tuttavia, per affrontare i tentativi di colpo di stato, Kim Jong-il riorganizzò la Guardia licenziando dozzine di impiegati ed aumentando di 200 uomini il numero di guardie personali per formare la "Unità 2.16".
Il 27 aprile 2018, il Comando della Guardia Suprema è stato schierato per proteggere il leader Kim Jong-un durante la sua visita all'Area di sicurezza congiunta.

## Organizzazione
Il Comando è posto sotto il controllo delle forze armate di terra ed è suddiviso in sei dipartimenti, tre brigate di combattimento, molte divisioni di guardie del corpo e un battaglione da costruzione. L'unità è composta da 95 000 -120 000 soldati.
Le divisioni delle guardie del corpo sono formate a sua volta da due sezioni: la Sezione 1 era adibita alla protezione di Kim Il-sung e la Sezione 2 a quella di Kim Jong-il. Non è confermata la possibilità che Kim Jong-un abbia una nuova sezione dedicata.
Il Comando possiede dei campi localizzati in tutto il paese, principalmente vicino alle residenze ufficiali, ed ha una forte presenza a Pyongyang. Oltretutto, monitora le attività di importanti figure politiche e militari per garantire la sicurezza della famiglia Kim. Il Comando coordina anche con i Corpi di Difesa di Pyongyang (con i suoi 70 000 uomini) e il III corpo d'armata per la difesa della capitale e di altre posizioni strategiche. Queste altre unità militari forniscono altri 95 000-100 000 soldati, inclusa la loro artiglieria e i veicoli corazzati, per la difesa della leadership del paese.

### Reclutamento e addestramento
Secondo le testimonianze di Lee Young-kuk, i reclutatori del Comando ricercano nuovi cadetti nelle scuole superiori dove gli studenti vengono sottoposti ad un'ispezione: tra i prerequisiti è inclusa l'assenza di cicatrici sul volto e un corpo ben proporzionato. Le storie delle famiglie dei potenziali candidati vengono esaminate per verificare la loro fedeltà al partito e un songbun buono. Una volta scelti, viene dato loro un numero di riconoscimento e le autorità cancellano tutti i loro dati, proibendo loro anche il contatto con i familiari. Soltanto a un membro per famiglia viene permesso di servire come guardia del corpo.
Le reclute vengono successivamente trasferite in speciali campi di addestramento per sei mesi e vengono allenate per un totale di due anni. Nell'allenamento sono incluse lezioni di Taekwondo, tiro di precisione, 25 chilometri di marce sostenute e tattiche per operazioni speciali. Secondo il disertore Oh Young-nam, un ex membro del Dipartimento di Sicurezza dello Stato, il Comando Supremo ha pubblicato un libro di 300 pagine per l'addestramento dove vengono descritti in modo dettagliato i passati incidenti.

## Membri conosciuti
- Lee Young-kuk[15]
- Pak Su-hyon
- Yun Jong-rin